# Viveiro
Viveiro és un municipi costaner de la província de Lugo, a Galícia. És la capital de la comarca d'A Mariña Occidental.
Amb 15.932 habitants (2014) és el tercer municipi més poblat de la província, per darrere de Lugo i Monforte de Lemos.

## Geografia
Es troba en la franja costanera de la província de Lugo, a una altitud de 18 m sobre el nivell del mar, en el fons de la ria de Viveiro (conformada pel Riu Landro). Aquesta ria juntament amb les de Ribadeo, Foz i O Barqueiro, constituïxen la comarca de les Rías Altas del mar Cantàbric que en contrast amb les Rías Baixas del mar Atlàntic oferixen un paisatge més abrupte amb una costa molt retallada, molt bons abrics, un gran onatge i molta riquesa en pesca, a més d'espaioses platges de sorra blanca i fina, alguna de les quals es troba encara en estat semisalvatge de gran bellesa. A l'altura de la ciutat de Viveiro hi ha tres ponts traçats sobre el riu Landro, un per al ferrocarril i dos per a automòbils i transeünts. Aquests últims uneixen la ciutat amb el barri de Covas (o Cobas), un nucli de població creixent que compta en el seu terme amb la "platja de Covas", que té una longitud de 1.380 m, considerada des de sempre com la platja de Viveiro.

## Relleu
L'eix central de l'ajuntament de Viveiro és una falla terciària que té origen en la Terra Chá amb direcció sud-sud-oest - nord-nord-oest i orienta d'aquesta manera la vall del Landro i la Ria de Viveiro. A l'esquerra d'aquest eix el relleu és molt accidentat, situant-se els cims de Penido Gordo i Castelo (527 i 519 m.). En el límit amb O Vicedo, es parteix d'una superfície plana d'uns 500 m. d'altitud. Des d'aquí es descendeix de forma ràpida cap a la vall per l'acció dels rius. El descens és ràpid en les proximitats de la ria fins a la punta Insua. El sector oriental presenta un relleu diferent al de l'altre costat de la vall, a causa del substrat rocós a força de granits.

## Història
Es creu que aquesta ciutat va ser l'antiga Flavia Lambris dels romans, però no existeixen documents que ho demostrin clarament, encara que ciutat romana sí que va haver en aquest enclavament doncs s'han trobat vestigis d'aquell poble i una calçada que arriba fins a una de les portes de la muralla. Existeix la llegenda que va haver antigament en aquest lloc una ciutat anomenada Estabañón, que va ser devorada per una terrible marea. També es diu sense gaire fonament que el topònim li ve des d'època romana perquè els romans tenien aquí vivers de mariscs. No és una asseveració de rigor.
La documentació històrica més antiga que es conserva és del segle xii, de l'any 1112, quan donya Urraca (a qui el seu pare el rei Alfons VI va atorgar el comtat de Galícia) va concedir la senyoria del llavors burg al bisbe de Mondoñedo Nuño Afonso. El burg va entaular una pugna amb el bisbat que va durar fins a l'any 1346 que el rei Alfons XI li va concedir la condició de reialenc. D'aquest període són els quatre llinatges famosos (han donat lloc al nom d'una plaça): 
- Páez de Cora
- Alfeirán
- Vizoso
- Gallo

Passats els anys vindrien altres llinatges: 
- Aguiar
- Cela
- Andrade
- Mariñas
- Viveiro

Es conserven cròniques del segle xv escrites pel llicenciat Molina que parla extensament de l'activitat i grandesa d'aquesta, llavors, vila. Diu ser una de les gentils viles d'aquest regne…%[…] hi ha aquí gent noble… En el segle xix, any de 1891, la reina regent Maria Cristina, va concedir a la vila el títol de ciutat que avui conserva. En estar situada a l'estuari d'un riu (el riu Landro) va ser des dels seus començaments un port comercial de gran activitat l'apogeu del qual es va donar en el segle xvi. En l'actualitat és el port de Celeiro, que antany va ser barri de Viveiro, el qual ha pres el protagonisme de gran port comercial i pesquer.

## Gastronomia

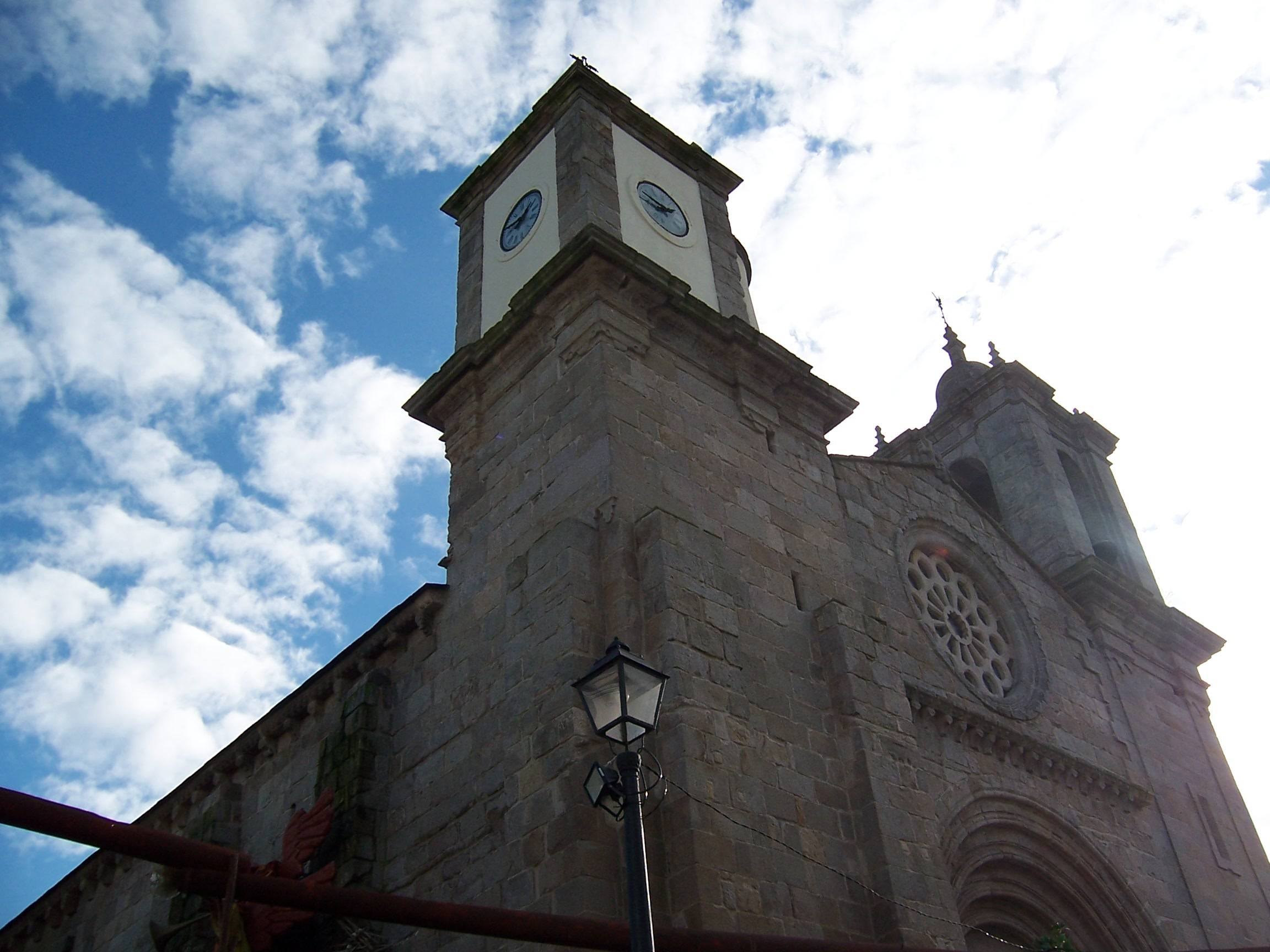
Església de Santa María del Campo

A Viveiro la gastronomia és molt variada i es basa principalment en diversos tipus de peix i marisc. Destaca principalment el lluç, pel qual és conegut el port de Celeiro.

## Festes
És molt coneguda la Setmana Santa de Viveiro, que atrau un gran nombre de visitants i va ser declarada el 2013 Festa d'Interès Turístic Internacional. Altres festes importants són la Rapa das bestas de Candaoso i la Romeria de Naseiro, ambdues catalogades com Festes d'Interès Turístic Nacional.
- La Setmana Santa de Viveiro és considerada des de 2013 com Festa d'Interès Turístic Internacional.[1] Se celebra a la primavera.
- La Rapa das Bestas de Candaoso, també d'Interès Turístic Nacional, se celebra el primer diumenge de juliol. És una de les conegudes com rapa das bestas, festivitat pròpia de Galícia.
- La Romeria de Naseiro, també d'Interès Turístic Nacional, se celebra a la vall de Naseiro, tenint lloc entorn del quart diumenge d'agost, amb una durada de cinc dies.

## Ciutats agermanades
- Lannion, Bretanya
- La Habana Vieja, Cuba

## Viveirencs il·lustres
- Nicómedes Pastor Díaz (1811 - 1863) polític del Romanticisme.
- Maruja Mallo (1902 - 1995) pintora surrealista.
- Antón Villar Ponte (1881 - 1936) escriptor.
- Lois Tobío Fernández (1906-2003) diplomàtic, escriptor i traductor.
- Ramón Pernas (1952 -) escriptor.